# Szelenográfia
A szelenográfia a Hold felszínének és fizikai jellemzőinek tudománya.
A szó a Hold istennőjének görög megnevezéséből (Szeléné) és a „γράφω” (graphō, azaz: „írok”) szavakból ered.

A Hold domborzati térképe a déli 45° és az északi 45° szélesség között

## Története

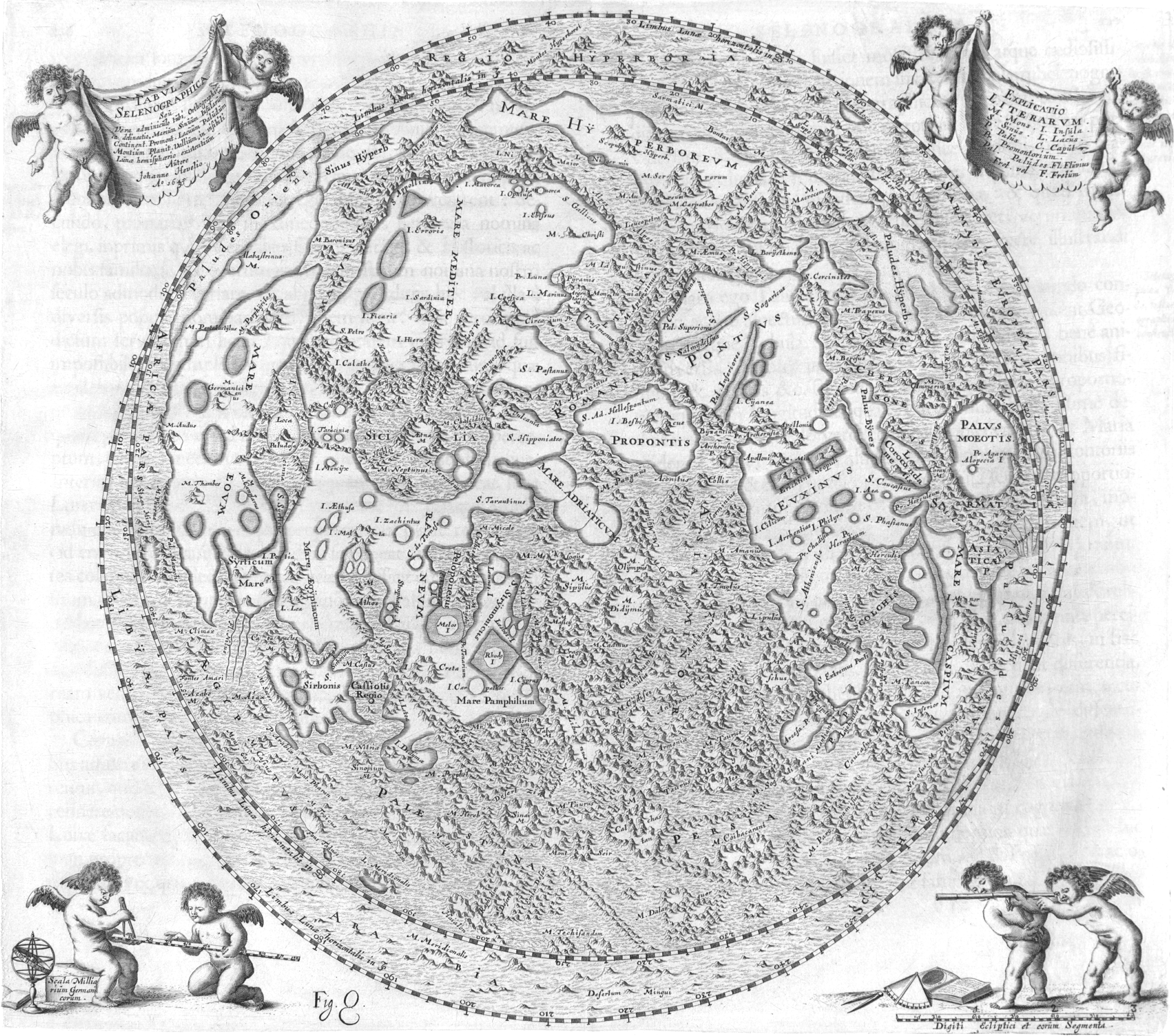
Johannes Hevelius térképe a Holdról 1647-ből

Az az elképzelés, hogy a Hold felszíne nem sima, hanem alakzatok találhatók rajta, már Démokritosz írásaiban is fellelhető i.e. 450-ből.
A Hold tanulmányozásával foglalkozók szerették volna megnevezni és leírni a Hold felszínén látható alakzatokat: krátereket, „tengereket”, hegységeket és más geológiai alakzatokat (egyesek a Holdon alkalmazott geológiát „szelenológiának” nevezik).
Ez a munka csak akkor lett kész, amikor az űrkorszak kezdetével a Hold innenső és túlsó oldala is láthatóvá vált űrszondák által készített nagy felbontású felvételeken. Azonban a Hold egyes területei (különösen a sarkok közelében) még manapság is csak kevéssé részletesen vannak felderítve.
A szelenográfiát a szelenológia altudományának tekintik. A szelenológia pedig a „holdtudomány” fogalomkörébe tartozik.

## Egyéb jelentés
A szelenográfia szó másik jelentése a Hold felszínén való földrajzi hely meghatározása.